# Mục Lăng
Mục Lăng (chữ Hán giản thể: 穆棱市) âm Hán Việt: Mục Lăng thị) là một thành phố cấp huyện thuộc địa cấp thị Mẫu Đơn Giang, tỉnh Hắc Long Giang, Cộng hòa Nhân dân Trung Hoa. Thành phố Mục Lăng có diện tích 5611 km², dân số 300.000 người. Mã số bưu chính của thành phố Mục Lăng là 157500. Chính quyền nhân dân thành phố đóng tại trấn Bát Diện Thông. Thành phố này được chia thành 5 trấn, 3 hương.
- Trấn: Bát Diện Thông, Mục Lăng, Hưng Nguyên, Mã Kiều Hà, Hạ Thành Tử.
- Hương: Tế Lân Hà, Phúc Lục, Hà Tây